# О’Доннелл, Карлос
Карлос Мануэль О’Доннелл-и-Анетан, также известный как Чарльз О’Доннелл (исп. Carlos O'Donnell y Anhetan; 22 апреля 1772, Кадис — 8 февраля 1830, Мадрид) — испанский генерал ирландского происхождения, который командовал испанскими войсками против имперской Франции во время войны на полуострове.

## Семья
Родился 22 апреля 1772 года в Кадисе. Его отцом был генерал Джозеф О’Доннелл Старший (1722—1787). Все пять братьев Карлоса сражались в испанской армии, и двое из них, как и Карлос, также были генералами; Энрике (Генри) О’Доннелл, 1-й граф ла Бисбаль (1769—1834), и Хосе О’Доннелл (1768—1836).
Его сын, Леопольдо О’Доннелл (1809—1867), также стал генералом и трижды был премьер-министром Испании в период с 1856 по 1866 год.

## Ранняя карьера
В 1777 году он присоединился к полку Irlanda в качестве несовершеннолетнего кадета в возрасте пяти лет, прежде чем присоединиться к полку Hibernia.
Он получил звание лейтенанта в 1787 году и на протяжении большей части 1790 года участвовал в операциях по подавлению бандолеро.

## Пиренейские войныи дальнейшая карьера
В 1800 году он был произведен в полковники и назначен teniente del rey (эквивалент британского лорда-лейтенанта) на Санта-Крус-де-Тенерифе.
После начала войны на полуострове Карлос О’Доннелл был назначен временно исполняющим обязанности командующего Канарскими островами, когда Канарская хунта уволила действующего генерала Фернандо Кагигала после того, как его обвинили в том, что он не поддерживает Фердинанда VII. Хунта Супрема де Севилья позже утвердила Карлоса О’Доннелла в качестве нового командующего, несмотря на встречные обвинения, утверждающие, что при попустительстве Англии он намеревался объявить независимость островов , и что он организовал слухи о верности своего вышестоящего офицера.
После того, как его назначение было подтверждено, в октябре 1808 года он отправил два пехотных батальона и две артиллерийские роты, а также большое количество провизии на материковую часть Испании. В том же месяце он был произведен в фельдмаршал.
Просьба Карлоса О’Доннелла о переводе на материк для активной службы по защите Испании была удовлетворена в июне 1809 года. В августе следующего года он передал свое командование фельдмаршалу Карлосу Лухану и вскоре после этого уехал в Кадис. Он получил командование 2-й пехотной дивизией Ejército de la Izquierda под командованием маркиза де ла Романа и видел активную службу в Севилье, Португалии и Эстремадуре.
В марте 1810 года он смог прорвать осаду Касереса, но в следующем месяце, развернув свои войска вдоль правого берега Гвадианы, недалеко от Альбуркерке, для защиты фланга англо -португальской армии, его авангард понес много потерь, когда подвергся нападению войск генерала Ренье.
В октябре того же года Ejército de la Izquierda был включен под командование Веллингтона, и Карлос О’Доннелл участвовал в защите де Торреш-Ведрас и последующем изгнании маршала Массены из Португалии. За это время О’Доннелл несколько раз был ранен.
После смерти генерала де ла Романа в конце января 1811 года Карлос О’Доннелл потребовал перевода в Каталонию, где его брат Энрике был генерал-капитаном. Однако вместо этого он был назначен временным генерал-капитаном Валенсии, и эту должность он не мог занимать до апреля.
1 июня 1811 года в качестве командующего 2-й армией, или армией Валенсии, он имел под своим началом полевую армию численностью 22 908 человек, в том числе летучую колонну эль-Эмпесинадо численностью 3220 человек, а также гарнизоны Сагунто, Оропеса, Пенискола, в котором насчитывало еще 1999 человек.
Он был взят в плен маршалом Луи Габриэлем Сюше и на некоторое время заключен в Венсенский замок. В 1814 году он был произведен в генерал-лейтенанты, а в 1816 году назначен президентом канцелярии Вальядолида, а в 1817 году — генерал-капитаном Старой Кастилии. С 1819 по 1822 год он был директором Экономического общества друзей страны Вальядолид. В 1819 году он получил большой крест ордена Святой Херменегильды.
Президент Временного правительственного совета Вальядолида с 10 марта 1820 года, в июне 1820 года участвовал в абсолютистском заговоре с Сантьяго Пьераром и священником Педро Арисом, из-за чего ему пришлось отправиться в изгнание во время Либерального трёхлетия. С прибытием «Сто тысяч сыновей Сан-Луиса» в 1823 году он вернулся в Испанию, а 21 апреля 1823 года снова был назначен генерал-капитаном Старой Кастилии. В 1824 году он получил большой крест ордена Карлоса III.
Он женился на Марии Хосефе Хорис Касавелье (1774—1857), родом из Картахены и горничной королевы Марии Луизы де Бурбон, жены короля Испании Карлоса IV. У пары было пятеро детей:
- Карлос О’Доннелл и Хорис (22 ноября 1801 — 17 мая 1835), погиб, сражаясь на стороне карлистов во время первой карлистской войны
- Хуан О’Доннелл и Хорис (? — 1836)
- Леопольдо О’Доннелл и Хорис (12 января 1809 — 5 ноября 1867), 1-й герцог Тетуанский
- Энрике О’Доннелл и Хорис (20 января 1816 — 1 июня 1869)
- Беатрис О’Доннелл и Хорис